# غابة الفيل
غابة الفيل عام 1960 م شمال القضارف على طريق القضارف كسلا لتصبح مصدر حماية لمجرى نهر عطبرة وحظيرة الدندر وحزاما عازلا للرياح ومصدرا هاما للصمغ العربي فضلا عن أنها تجاور نحو 13 قرية

## محتويات الغابة
تحتوي على عشرة حفائر لشرب الحيوانات وهي الغابة الوحيدة في المنطقة. وقد تعرضت غابة الفيل لاعتداءات متفرقة من قبل اقتطعت أجزاء منها ولكن الأمر سيذهب هذه المرة إلى إزالتها نهائيا من أجل المطار الجديد، وإذا سلمنا جدلا بأن وزارة السدود مسئولة عن إنشاء، والمطاراتهو أمر ينسجم مع واقع حال أصبحت فيه لوزارة العدل ووزارة الداخلية وجهاز الأمن استثمارات تجارية، فإنه لا توجد من حيث المبدأ جدوى اقتصادية فعلية لهذا المطار الجديد إذا كانت الجدوى الاقتصادية تقاس بكمية البضائع والمنتجات التي ستنقل عبر المطار وعدد الركاب الذين سيستخدمونه ومردود ذلك الحالي والمستقبلي على الاقتصاد والمجتمع. المطار سيكون في خدمة موظفي وزارة السدود وضيوفهم وثلة من الدبلوماسيين والمسئولين وموظفي الأمم المتحدة وفيما عدا ذلك سيكتفي مواطن المنطقة بمشاهدة الطائرات لأول مرة وهي تهبط وتقلع حتى تختفي الدهشة وفي أثناء ذلك تهجر الطيور أوكارها والحيوانات مراعيها وتنتشر في الأرض والجو بحثا عن بيئات أخرى ملائمة. إن مصلحة وأمن الولاية وكل الوطن تقتضي مد شوارع مسفلتة من الشواك لمنطقتي الفشقة الكبرى والفشقة الصغرى وإنشاء أكثر من جسر على نهري سيتيت وباسلام حتى ترتبط تلك المنطقة الزراعية الخصبة الواسعة بباقي الولاية ويتم نقل انتاجها للأسواق وهو إنتاج يكفي السودان كله، وسيحقق ذلك تنمية اجتماعية واقتصادية في كل المنطقة ويشجع المواطنين على الاستيطان في تلك المنطقة الحدودية التي تعاني من الفراغ السكاني الجاذب للمحتلين الأجانب، ويخلص الفشقة نهائيا من قبضة الاستيطان والاحتلال الأثيوبي.